# Mitch Richmond
Mitchell James "Mitch" Richmond, född 30 juni 1965 i Fort Lauderdale i Florida, är en amerikansk före detta basketspelare. Han spelade 14 säsonger i NBA, 1988–2002, som shooting guard.
Mitch Richmond tog OS-guld 1996 i Atlanta med Dream Team III. Detta var USA:s elfte guld på herrsidan i basket i olympiska sommarspelen. Åtta år tidigare, vid olympiska sommarspelen 1988 i Seoul, var Richmond med och tog olympiskt brons.

## Lag
- Golden State Warriors (1988–1991)
- Sacramento Kings (1991–1998)
- Washington Wizards (1998–2001)
- Los Angeles Lakers (2001–2002)